# بالدوین مرعش
بالدوین مرعش (به انگلیسی: Baldwin of Marash)(مرگ ۱۱۴۶) بارون صلیبی شمال سوریه و ارباب مرعش از سال ۱۱۳۶ میلادی بود. بنا به گفتهٔ گریگوری راهب، او برادر شاهزاده انطاکیه، ریمون و پسر ویلیام نهم آکتین بود. بالدوین همچنین یکی واسال‌های ژوسلین دوم، کنت ادسا بود که کنترل شهر مرعش و قلعهٔ کیسون را برعهده داشت. او ژوسلین را در بازپس‌گیری ادسا همراهی کرد اما پس از عقب‌نشینی شهر و طی یکی از ضدحملات علیه نورالدین زنگی، کشته شد.